# Cova d'Arlanpe
Arlanpe és un jaciment arqueològic situat a Lemona (Biscaia, Euskal Herria) en què s'han documentat poblacions humanes de l'acheulià superior, solutrià, magdalenià, edat del bronze i Baix Imperi romà.

## Situació
La cova d'Arlanpe s'obri al vessant NNE d'una penya calcària anomenada Arlanpeko Atxa situada al barri de Landais del municipi biscaí de Lemona (coordenades UTM: 30T 519254 4782262, 204 m). Des de la seua actual entrada es veu el tram final del riu Arratia en la seua confluència amb el riu Ibaizabal.

## Història

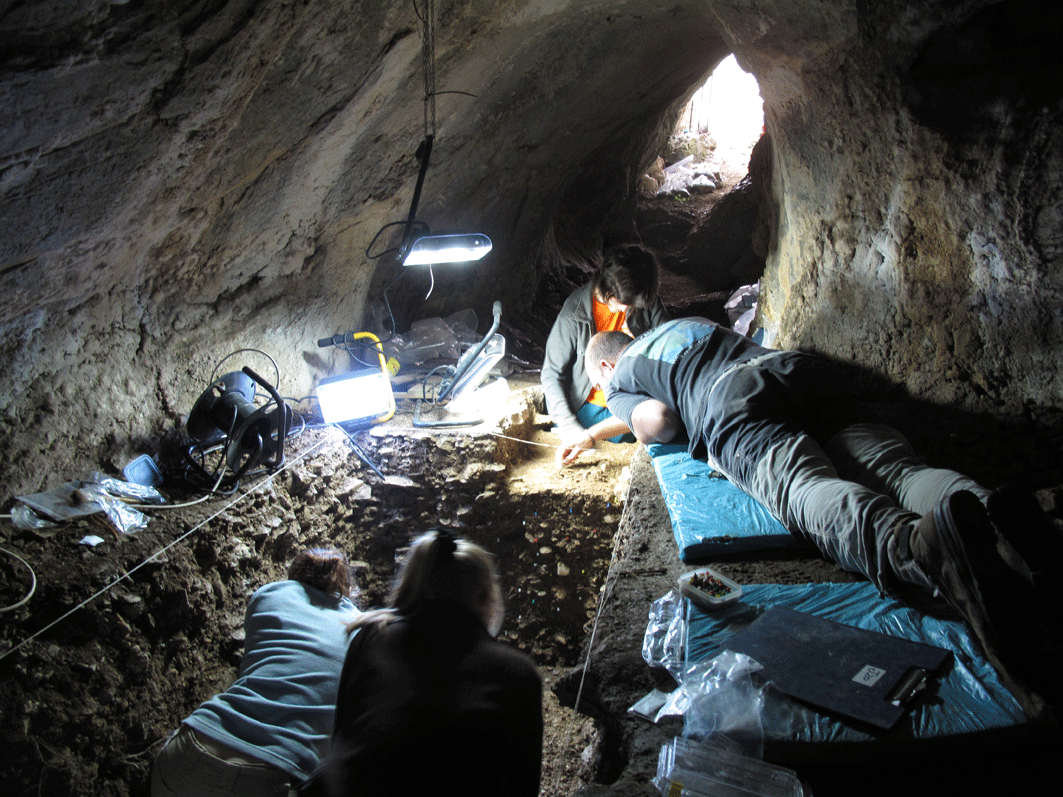
Procés d'excavació a Arlanpe

El jaciment d'Arlanpe, el descobriren l'any 1961 els espeleòlegs Xabier Zumalde i Ignacio Espinosa, membres de l'Alegria Club d'Amorebieta. Gràcies a aquest descobriment se'n recuperaren uns escassos materials en una prospecció de l'entrada que després José Miguel de Barandiarán definí com “d'aspecte inferopaleolític”. Aquest jaciment fou d'aleshores ençà l'única referència a possibles ocupacions del Paleolític inferior a la província de Biscaia i, així i tot, caigué en oblit per a la comunitat d'arqueòlegs, i arribà fins i tot a ser confosa en la carta arqueològica amb una altra cova (Arlanpe II) situada a més de 100 m de l'originària.
El 2006 la cova es revisà i examinà mitjançant sondeigs i s'avaluà l'interés arqueològic del lloc. Des del 2007 el jaciment és objecte d'un projecte de recerca pluridisciplinària que, sota la direcció de Joseba Rios-Garaizar, aplega més d'una desena d'especialistes de diferents centres i universitats, entre els quals cal destacar l'Arkeologi Museoa de Bilbao, la Universitat del País Basc, la Universitat de Cantàbria i la Universitat de Burgos. Aquest projecte és finançat per la Diputació Foral de Bizkaia, la Fundació Barandiarán Arxivat 2018-12-11 a Wayback Machine., el Govern Basc i l'Ajuntament de Lemoa. Arxivat 2010-08-22 a Wayback Machine.

## Seqüència estratigràfica
El jaciment ha estat excavat en una extensió d'11 m², fins a 2010 s'hi actuà en dues àrees situades a l'entrada i al fons de la cavitat. Aquests treballs han permés recuperar dues seqüències estratigràfiques dissociades en què es representen aquests períodes:

### Acheulià superior

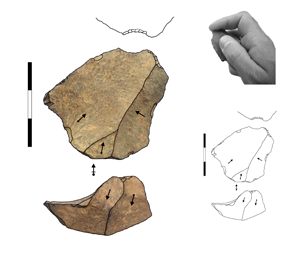
Punta pseudo-Levallois feta amb lutita. Arlanpe nivell D

Els nivells més antics (nivell D, seqüència del fons) es remunten a l'últim interglacial (ca. 115000 ae) d'acord amb les evidències climàtiques i culturals disponibles. En aquests nivells s'han trobat abundants restes de fauna, entre les quals destaquen les de cabra salvatge (Capra pyrenaica) i isard (Rupicapra sp.). La indústria lítica hi és abundant i en destaca l'utillatge de gran grandària fabricat en lutita (matèria primera local): la col·lecció n'inclou algunes bifaces. L'utillatge de sílex és fet amb resquills Levallois importats al jaciment com a útils retocats (rascadors i denticulats). Aquests assentaments suposen, amb Irikaitz, Lezetxiki o Mendieta I, una de les primeres evidències d'ocupació humana del País Basc.

### Solutrià superior final
Són ocupacions relativament intenses (nivells III i II, seqüència de l'entrada), en què s'han recuperat llars, moltes restes d'indústria lítica, entre les quals destaquen els útils de caça (puntes foliàcies i laminetes de dors), indústria òssia amb restes de puntes, agulles, penjolls, etc. La fauna hi és abundant i en destaca de nou la cabra salvatge i l'isard. Aquests assentaments s'han datat sobre el 17000 ae, per això constitueixen una de les referències més recents del solutrià basc.

### Magdalenià mitjà
Són ocupacions poc intenses (Nivell I, seqüència de l'entrada) en què s'ha recuperat un nombre limitat de restes d'utensilis fabricats amb sílex i restes de fauna. Associat a aquests assentaments (17.500 anys), destaca un bloc de calcària, de 70 kg de pes, conegut ja com la dama d'Arlanpe, en què hi ha representacions esquemàtiques femenines.

### Edat del bronze
S'hi han recuperat en contexts alterats (Nivell A, seqüència del fons) i en superfície, restes humanes pertanyents a almenys un individu, provinents d'un enterrament sepulcral alterat per teixons, que s'han datat entorn de 3200 BP (1250 ae).

### Baix Imperi
La seqüència prehistòrica hi apareix alterada en diferents punts per fosses a l'interior de les quals s'han recuperat objectes (Terra sigillata, metall, vidre) que permeten una adscripció cap al segle iv.

## Importància
Les excavacions recents practicades a Arlanpe estan permetent recuperar un context arqueològic amb mètodes moderns d'excavació i anàlisi. N'és un exemple l'ús d'una resta d'os bru recuperat al jaciment per avaluar el grau de diversitat genètica dels ossos bruns actuals. El veritable potencial del jaciment, però, rau en la presència d'ocupacions del trànsit entre el plistocè mitjà i el superior, que permetran comprendre millor les formes de vida dels primers grups d'Homo neanderthalensis al nord de la península Ibèrica. Les ocupacions solutrianes són també importants per aclarir com i per què es produeix el trànsit entre el solutrià i el magdalenià. Finalment les fosses d'època romana donaran una informació important per enriquir la visió que tenim sobre la societat del final de l'imperi en l'actual País Basc.